# 伊托姆伯維山脈
伊托姆伯維山脈是非洲中部國家剛果民主共和國的山脈，位於該國東部南基伍省，處於坦噶尼喀湖西岸，海拔高度3,475米，是東部低地大猩猩、黑猩猩和普通非洲象。